# チャタム海峡

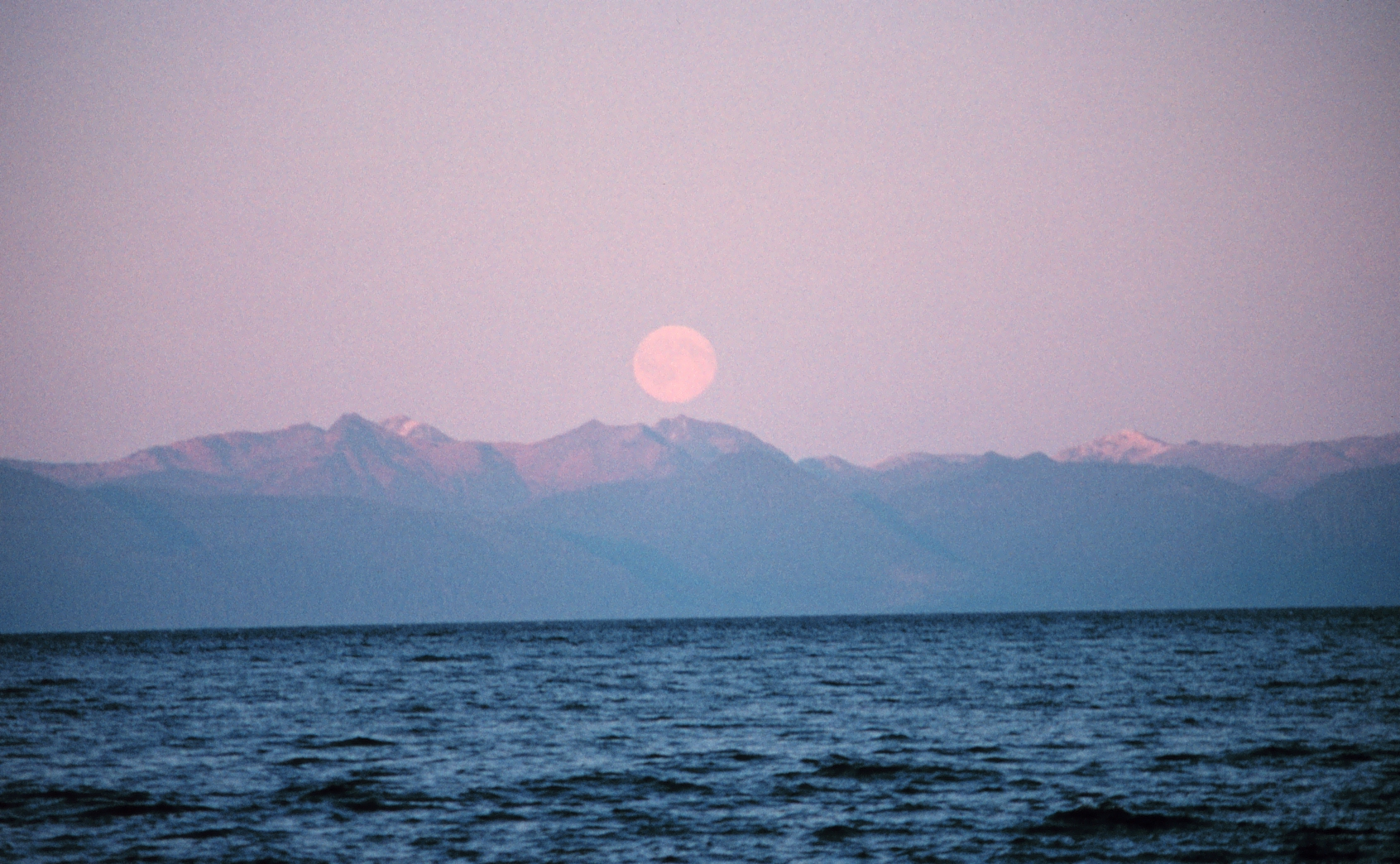
チャタム海峡での月の出

チャタム海峡（チャタムかいきょう、Chatham Strait）はアラスカ州南東部アレキサンダー諸島にある狭い海峡。西側のチチャゴフ島、バラノフ島と東側のアドミラルティ島、Kuiu島を隔てる。
長さは240kmでIcy StraitとLynn Canalの合流点から太平洋まで南に延びる。水深は深く、幅は5から16kmである。
座標: 北緯56度57分54秒 西経134度37分32秒 / 北緯56.96500度 西経134.62556度